# 広島県立黒瀬特別支援学校安浦分級
広島県立黒瀬特別支援学校安浦分級（、英称:Hiroshima prefectural Kurose special support school,Yasuura branch school）は、広島県呉市安浦町に存在した県立特別支援学校の分校である。

## 沿革

### 開校以後
- 1979年(昭和54年)
  - 4月 - 広島県立呉養護学校安浦分級を開設[注 1]。
  - 7月 - 広島県立呉養護学校黒瀬分級を開設。
- 1980年(昭和55年)
  - 4月 - 同校の高等部を設置[1]。
- 1988年(昭和63年)
  - 4月 - 同校を広島県立黒瀬養護学校安浦分級と改称[注 2]。
- 2004年(平成16年)
  - 3月 - 同校の小学部及び中学部を廃止[1]。
- 2005年(平成17年)
  - 4月 - 同校が2学期制を導入[1]。
- 2007年(平成19年)
  - 4月 - 同校が広島県立黒瀬特別支援学校安浦分級と改称[注 3]。
- 2020年(令和2年)
  - 3月 - 同校が広島県立黒瀬特別支援学校へ統合され閉級[1]。